# 17151 Zanderhill
A 17151 Zanderhill (ideiglenes jelöléssel (17151) 1999 JB114) a Naprendszer kisbolygóövében található aszteroida. A LINEAR projekt keretében fedezték fel 1999. május 13-án.